# 比利亚布利诺
比利亚布利诺（西班牙語：Villablino）是西班牙卡斯蒂利亚-莱昂莱昂省的一个市镇。 总面积228平方公里，总人口12459人（001年），人口密度55人/平方公里。